# Episodi di Afterlife - Oltre la vita (prima stagione)
Di seguito la lista degli episodi della prima stagione della serie televisiva Afterlife - Oltre la vita.
| nº | Titolo originale        | Titolo italiano | Prima TV USA      | Prima TV Italia |
| -- | ----------------------- | --------------- | ----------------- | --------------- |
| 1  | More Than Meets the Eye |                 | 24 settembre 2005 |                 |
| 2  | Lower Than Bones        |                 | 1 ottobre 2005    |                 |
| 3  | Daniel One & Two        |                 | 8 ottobre 2005    |                 |
| 4  | Misdirection            |                 | 15 ottobre 2005   |                 |
| 5  | Sleeping with the Dead  |                 | 22 ottobre 2005   |                 |
| 6  | The 7:59 Club           |                 | 29 ottobre 2005   |                 |